# Issiaga Sylla
Issiaga Sylla (* 1. ledna 1994, Conakry, Guinea) je guinejský fotbalový obránce a reprezentant, v současnosti působí v klubu Toulouse FC.

## Klubová kariéra
Sylla hrál v Guineji za klub Horoya AC. V září 2012 přestoupil do francouzského týmu Toulouse FC.

## Reprezentační kariéra
V A-mužstvu Guineje debutoval v roce 2011.

Zúčastnil se Afrického poháru národů 2015 v Rovníkové Guineji, kde byla Guinea vyřazena ve čtvrtfinále Ghanou po výsledku 0:3.